# Jean-Baptiste Gellé

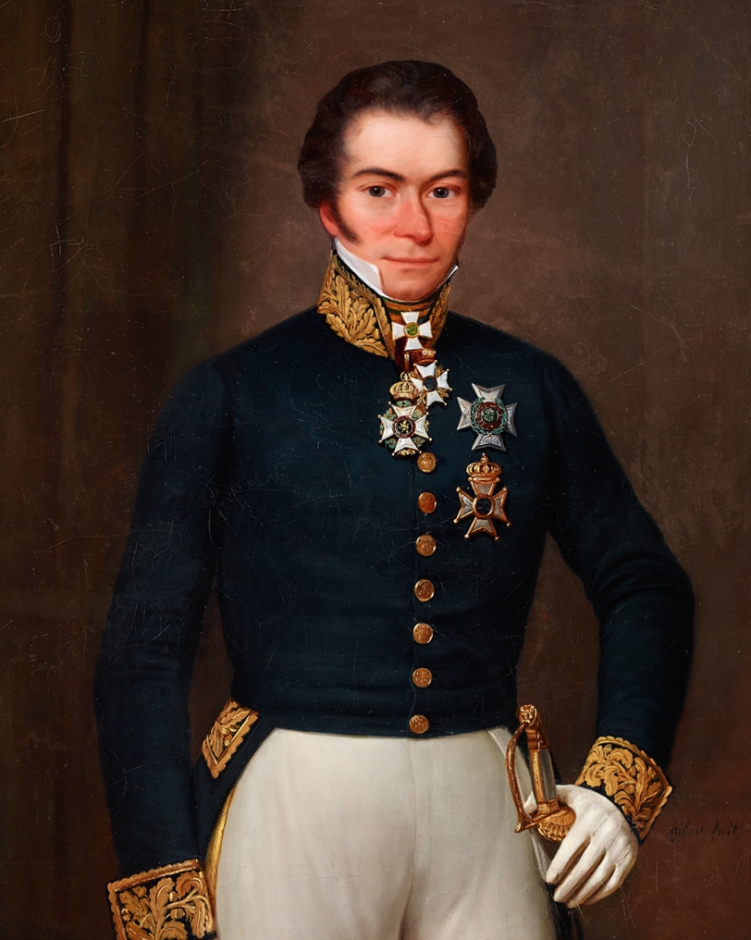
Jean-Baptiste Gellé (ca. 1803). Schilderij van Jean-Louis Gilson.

Jean-Baptiste Gellé (Créhange, 23 juli 1777 - Luxemburg-Stad, 16 maart 1847), was een Luxemburgs politicus.

## Biografie
Jean-Baptiste Gellé was de zoon van een koopman uit Créhange, Lotharingen, die zich later in Luxemburg-Stad vestigde. Jean-Baptiste Gellé was chef de Division van het Woudendepartement. In 1817 werd hij lid van de onderwijscommissie. Van 1830 tot 1840 maakte hij deel uit van de regeringscommissie van het groothertogdom Luxemburg.
Jean-Baptiste Gellé was, als opvolger van Hans Daniel Hassenpflug, van 21 oktober 1840 tot 1 januari 1842 chef van de Regering.
Jean-Baptiste Gellé was van 1 januari 1842 tot zijn dood op 16 maart 1847 lid van de Regeringsraad onder gouverneur Gaspard Théodore Ignace de la Fontaine. Hij werd door Willem II tot commandeur met Ster in de Orde van de Eikenkroon benoemd.
Jean-Baptiste Gellé was een vrijmetselaar en president (vénérable) van de loge Les Enfants de la Concorde fortifiée. Toen hij op 16 maart 1847 overleed, hield de bisschop een kerkelijke uitvaart tegen. Hij werd begraven op het Cimetière Notre-Dame in Luxemburg.